# Haro (stacja kolejowa)
Haro (hiszp. Estación de Haro) – stacja kolejowa w Haro, we wspólnocie autonomicznej La Rioja, w Hiszpanii.
Oferuje usługi długiego i średniego dystansu obsługiwane przez Renfe. Obsługuje również pociągi towarowe.

## Położenie stacji
Znajduje się na linii kolejowej Castejón – Bilbao w km 128, na wysokości 452 m n.p.m., pomiędzy Logroño i Miranda de Ebro.

## Stacja
Stacja została otwarta w dniu 30 sierpnia 1863 wraz z otwarciem odcinka Castejón-Orduña linii kolejowej przeznaczonej do połączenia Castejón z Bilbao. Prace były prowadzone przez Compañía del Ferrocarril de Tudela a Bilbao utworzonej w 1857. W 1865 firma ogłosiła upadłość, ponieważ nie mogła przezwyciężyć trudności gospodarcze wynikające z inwestycji w budowę linii i interwencji Banku Bilbao. w 1878 roku została wchłonięta przez Norte, która byała właścicielem stacji aż do nacjonalizacji kolei w Hiszpanii w 1941 roku i utworzenie RENFE.
Od 31 grudnia 2004 linię obsługuje Renfe, podczas gdy budynkiem dworca Adif.

## Linie kolejowe
- Castejón – Bilbao

## Połączenia

### Larga Distancia
Haro posiada połączenia do takich miast jak Barcelona, Saragossa, Logroño i Bilbao pociągami Alvia.

### Media Distancia
Stacja obsługuje ruch do takich miejscowości jak Saragossa, Logroño i Salamanka. Oprócz codziennej relacji Saragossa-Salamanka, w niedziele istnieje połączenie między Valladolid i Logroño, które odbywa się w kierunku przeciwnym w poniedziałki.